# Scincus hemprichii
Scincus hemprichii är en ödleart som beskrevs av  Wiegmann 1837. Scincus hemprichii ingår i släktet Scincus och familjen skinkar. IUCN kategoriserar arten globalt som livskraftig. Inga underarter finns listade i Catalogue of Life.